# Länsväg 226
Länsväg 226 - "Huddingevägen" går mellan Årsta i Stockholms kommun och Vårsta i Botkyrka kommun i Stockholms län. Vägen tar sin början i trafikplats Årsta i Södra Länken (riksväg 75) och fortsätter som stadsmotorväg till korsningen Sockenvägen/Östbergavägen, sedan som fyrfältig väg till Flemingsberg.
Den korsar länsvägarna 229, 271, 259, 258 och 225. Huddingevägen är vid sidan om Södertäljevägen och Nynäsvägen en av Stockholms viktiga infartsleder söderifrån. Trafikintensiteten är 35 000 fordon/dygn (avser år 2008). Längden är 24 km.

## Historik

### Tidigare sträckning
Efter första världskriget var Huddingevägen fortfarande en krokig och ibland lerig grusväg.
Ursprungligen började Huddingevägen i korsningen med Nynäsvägen vid Gullmarsplan. Efter tillkomsten av Södra länken heter sträckan mellan Gullmarsplan och dåvarande Årstalänken numera Johanneshovsvägen. De sista åren var sträckan till Årstafältet fyrfilig, och hade plankorsningar med Slakthusjärnvägen och Enskedemejeriets industrispår.  

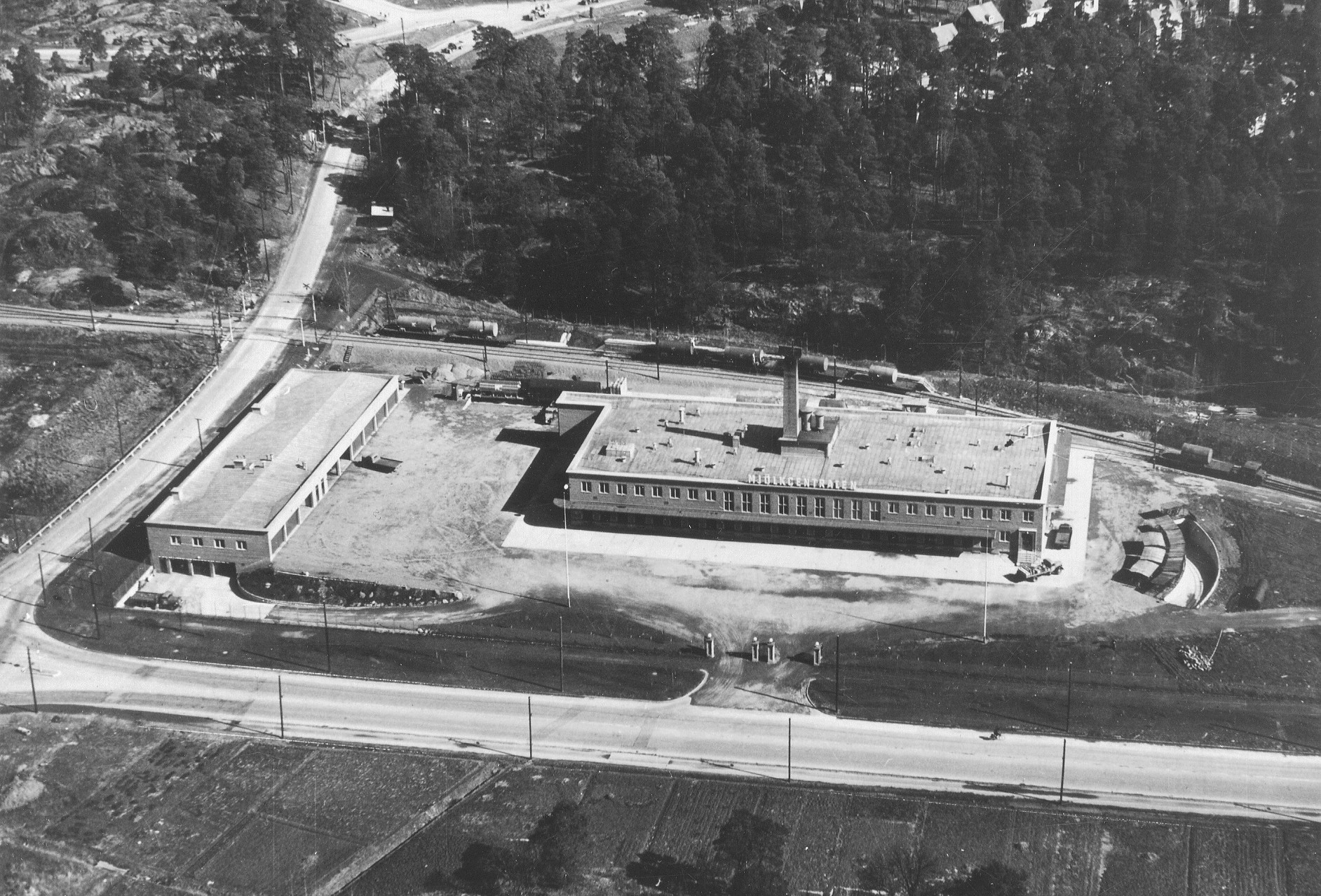
Huddingevägen till vänster vid Enskedemejeriet.

På Årstafältet finns en allé med pilar som markerar vägens tidigare läge något väster om den nuvarande vägen. Den gick sedan på nuvarande Tussmötevägen och passerade väster om Östberga gård och fortsatte in på nuvarande Sparreholmsvägen. Vid Örby slottsväg passerades Örbybanan och fastigheten Juliaborg. Den gamla vägsträckningen genom Örby finns kvar och heter Gamla Huddingevägen. Efter Örby passerades Nynäsbanan och torpen Lillhagen och Älvsborg där Älvsjöbadet nu ligger.

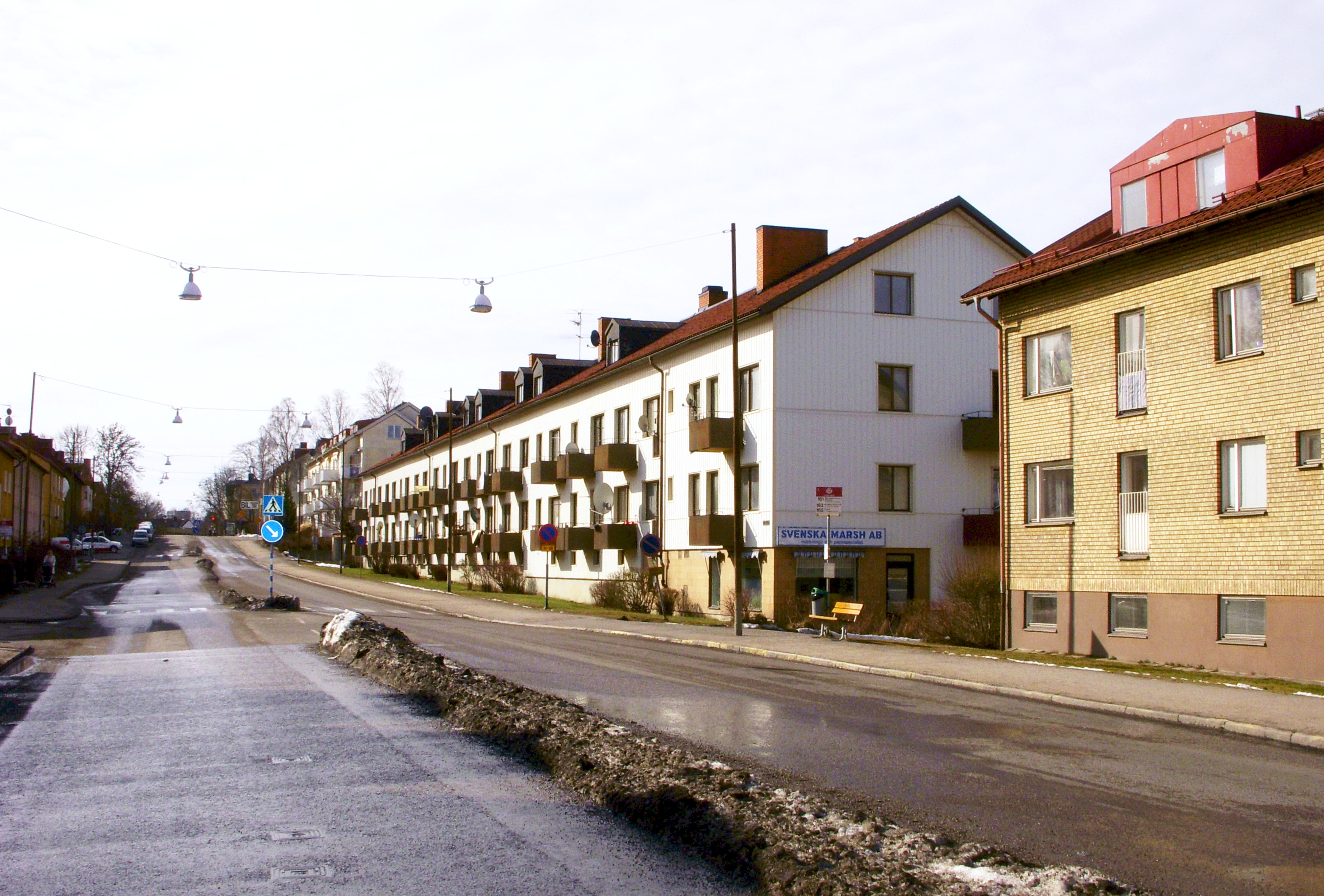
Gamla Huddingevägen genom Örby.

Genom Hagsätra gick vägen närmare dagens Ormkärrsvägen och sedan över kvarteret Struthatten där torpet Ormkärr låg på båda sidor om vägen.
Efter Stuvsta gick vägen på nuvarande Gymnasievägen, förbi Kvarnbergsplan och in på nuvarande Kommunalvägen vid Huddinge centrum.

### Utbyggnad
Under mellankrigstiden utfördes kontinuerligt breddnings- och beläggningsarbeten.  Speciellt kan nämnas breddningen av Huddingevägen mellan Nynäsvägen och förbi slakthusområdet samt genom Örby.  I samband med att Årsta exploaterades kom den första genomgripande ombyggnaden av vägen mellan Nynäsvägen och Årstavägen som en fyrfilig väg.  När bostadsbyggen i Hagsätra blev aktuella på 1950-talet behövdes en helt ny sträckning av Huddingevägen ända fram till stadsgränsen med Huddinge kommun. Vägen skulle göras fyrfältig med vägrenar och bred mittremsa samt få planskilda korsningar utom vid Rågsvedsvägens anslutning.  Det fanns även planer att anlägga en helt ny vägsträcka av motorvägsstandard som vid Älvsjö skulle gå parallellt med och öster om stambanan. Den nya Huddingevägen projekterades så att den i en framtid skulle kunna anslutas till denna nya led vars arbetsnamn var Salemsleden. Salemsleden utfördes aldrig.
1956–1961 byggdes Huddingevägen ut mellan korsningen med Nynäsbanan och stadsgränsen med Huddinge kommun. Det blev Stockholms första väg med motorvägsstandard. Nästa avsnitt blev etappen mellan Nynäsbanan och Örby. För att avlasta Örbys bostadsområden blev en ny nordligare sträckning erforderlig. I och med att S:t Eriksmässans mässhallar skulle flyttas till Älvsjö (och bytte namn till Stockholmsmässan) drogs Huddingevägen över Älvsjö gärde nordväst om bebyggelsen i Örby. Etappen avslutade 1971. Den tidigare plankorsningen med Nynäsbanan ändrades då till en planskild korsning. 
För Huddingevägens sträckning över Årstafältet och den framtida kopplingen till Ringen (se Ringled Stockholm) pågick 1965–1975 ett ständigt utredningsarbete samtidigt som olika miljögrupper agerade mot motorvägsbygget. Enligt generalplan 1976 skulle Ringen dras som en motorväg i en båge runt Årstafältets södra del och ges en planskild överjordisk anslutning till Huddingevägen.

### Historiska bilder

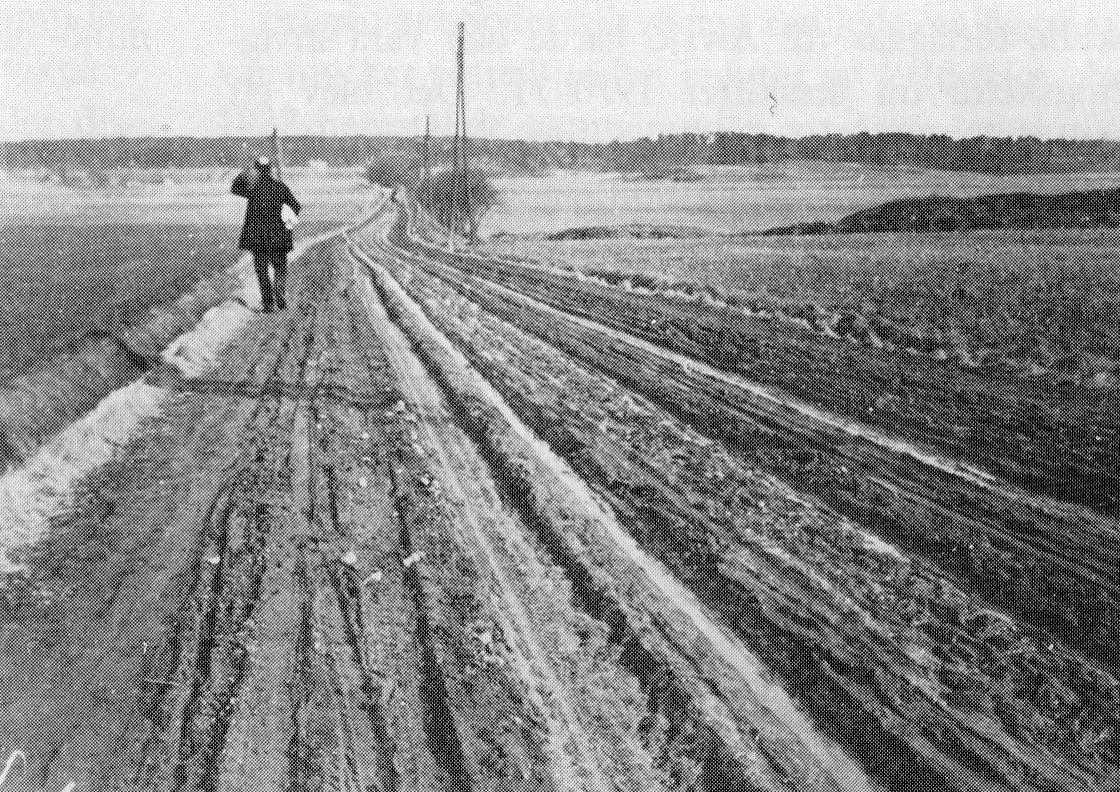
Huddingevägen söderut, en lerig landsväg på 1920-talet.
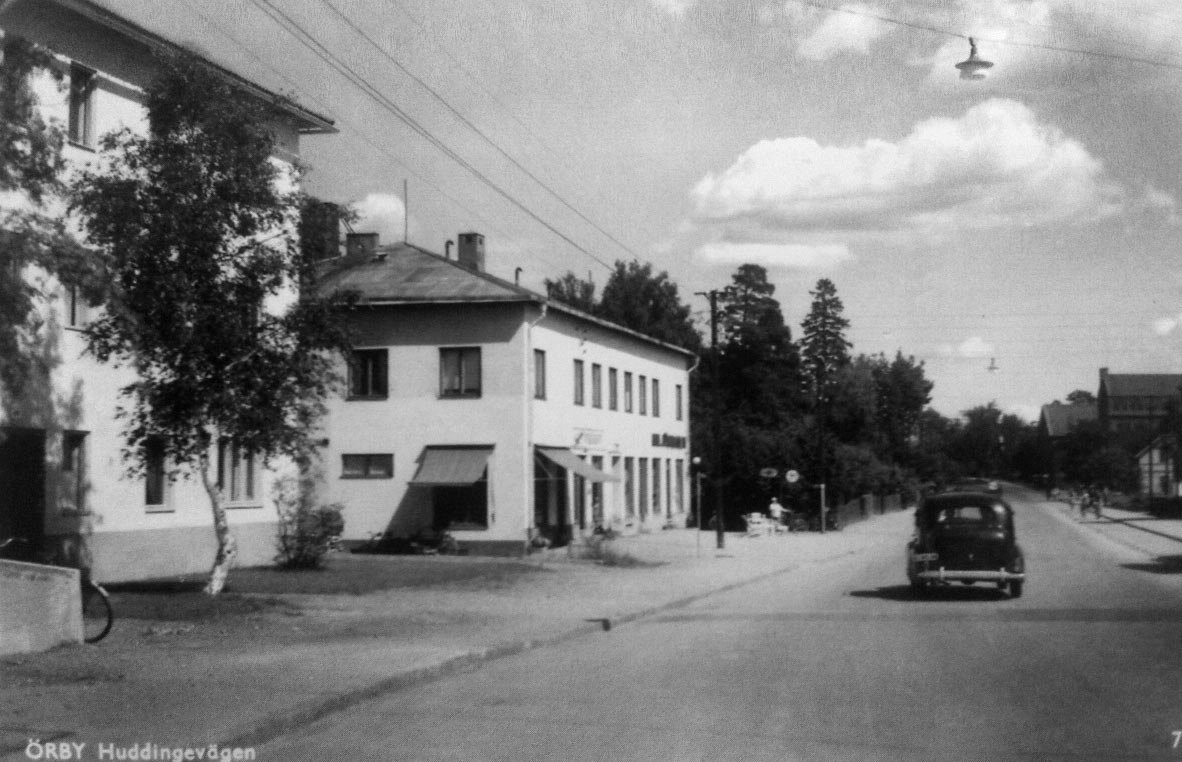
Huddingevägen norrut genom centrala Örby på 1940-talet.
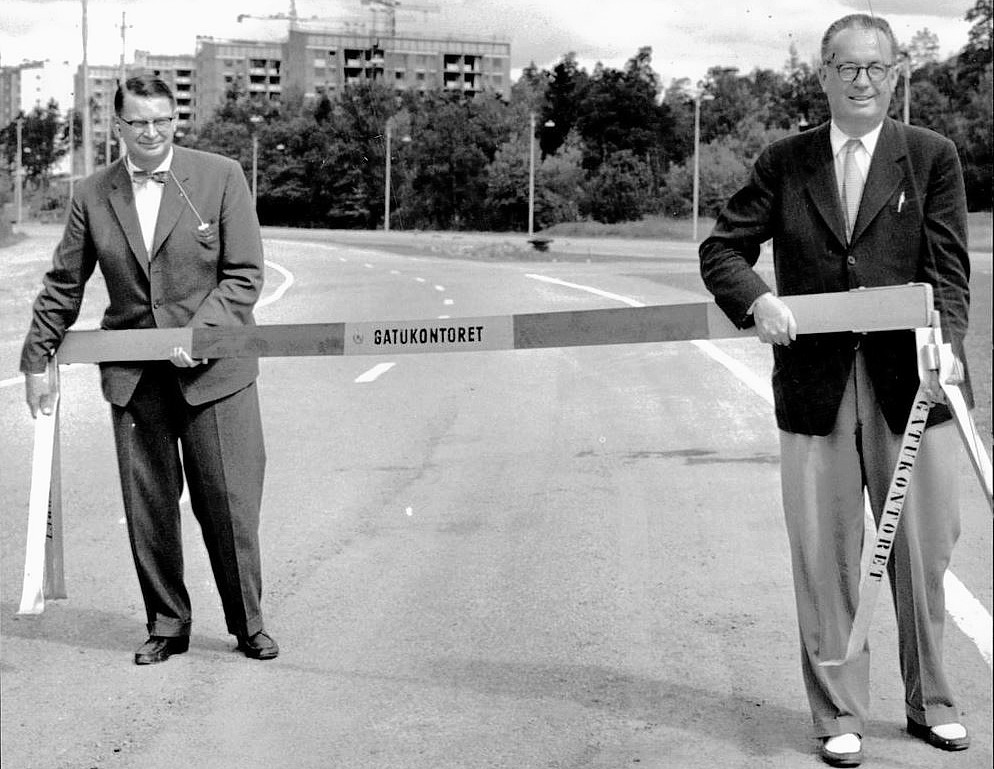
Stadsarkitekt Evert Trovik och borgarråd Helge Berglund öppnar Nya Huddingevägen i juli 1959. I bakgrunden syns flerfamiljshus på Olshammarsgatan under uppförande.
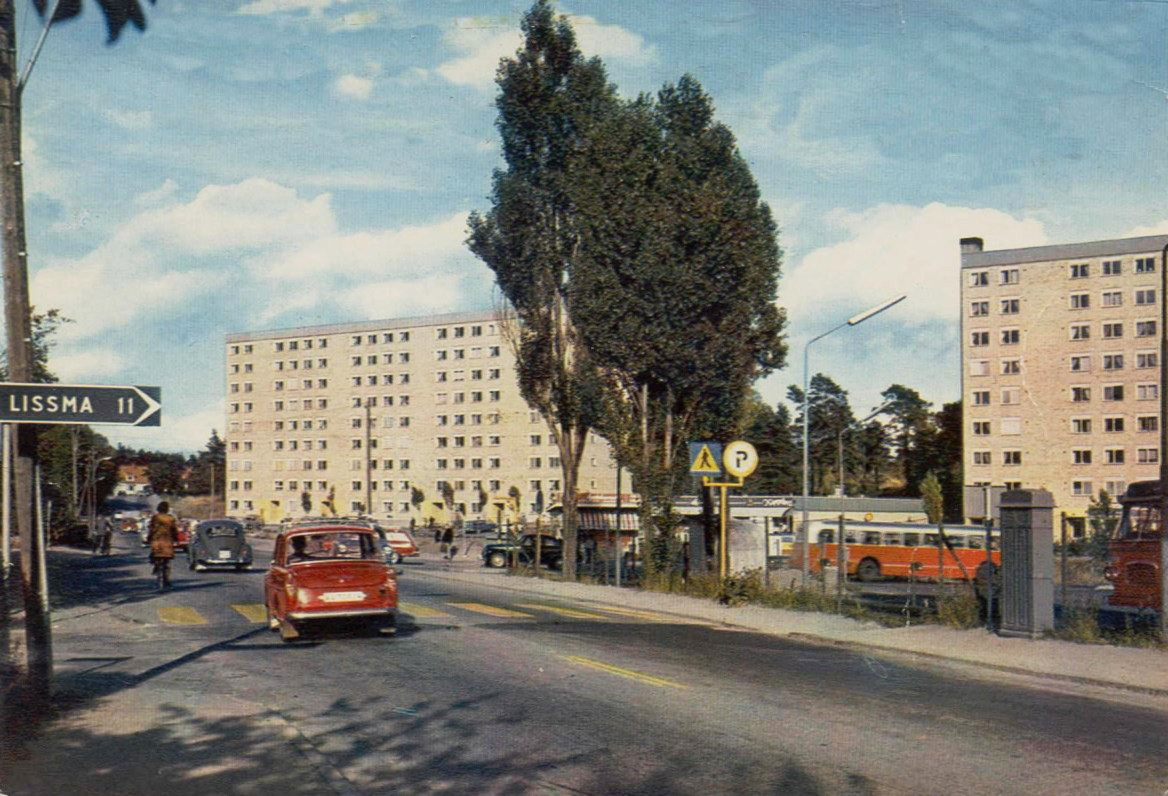
Huddingevägen (nuvarande Kommunalvägen) mot Kvarnbergsplan tidigt 1960-tal.
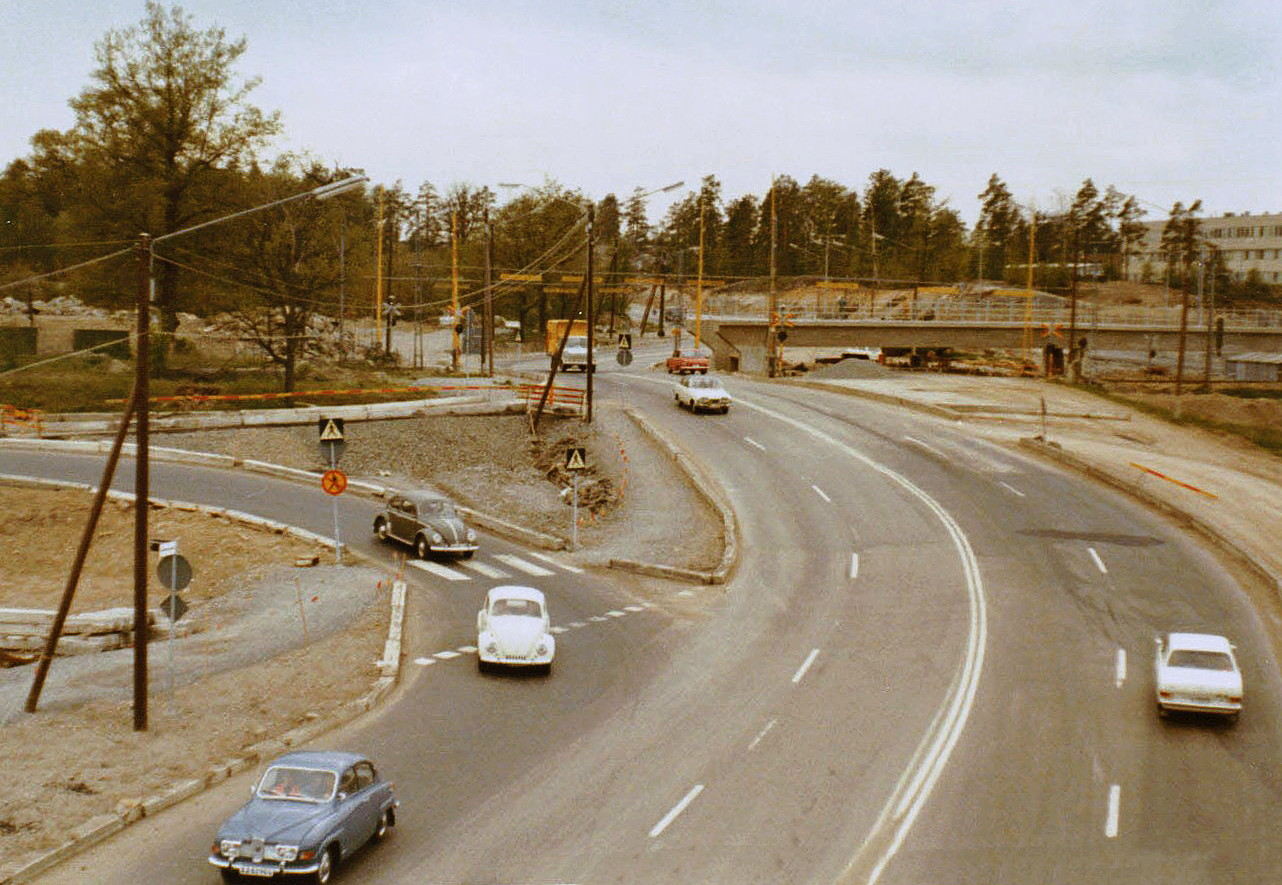
Huddingevägen söderut vid järnvägsövergången med Nynäsbanan, 1971.

## Motorväg
Motorvägssträckan på länsväg 226 är ett av Sveriges kortaste motorvägsavsnitt och utgör del av Södra länken, men är skyltad som länsväg 226 och heter Huddingevägen. Sträckan är cirka 1,5 km. Motorvägen tar sin början i trafikplats Årsta i Södra länkens tunnelsystem och kommer upp ovan jord i höjd med  Årstafältet. Motorvägen fortsätter sedan fram till den trafikljusreglerade plankorsningen med Sockenvägen/Östbergavägen där den tar slut och fortsätter som länsväg 226. Sträckningen av vägen öppnades i samband med Södra länkens invigning den 24 oktober 2004 och gjorde att Årstalänken blev överflödig och nedlagd.

## Vägbeskrivning

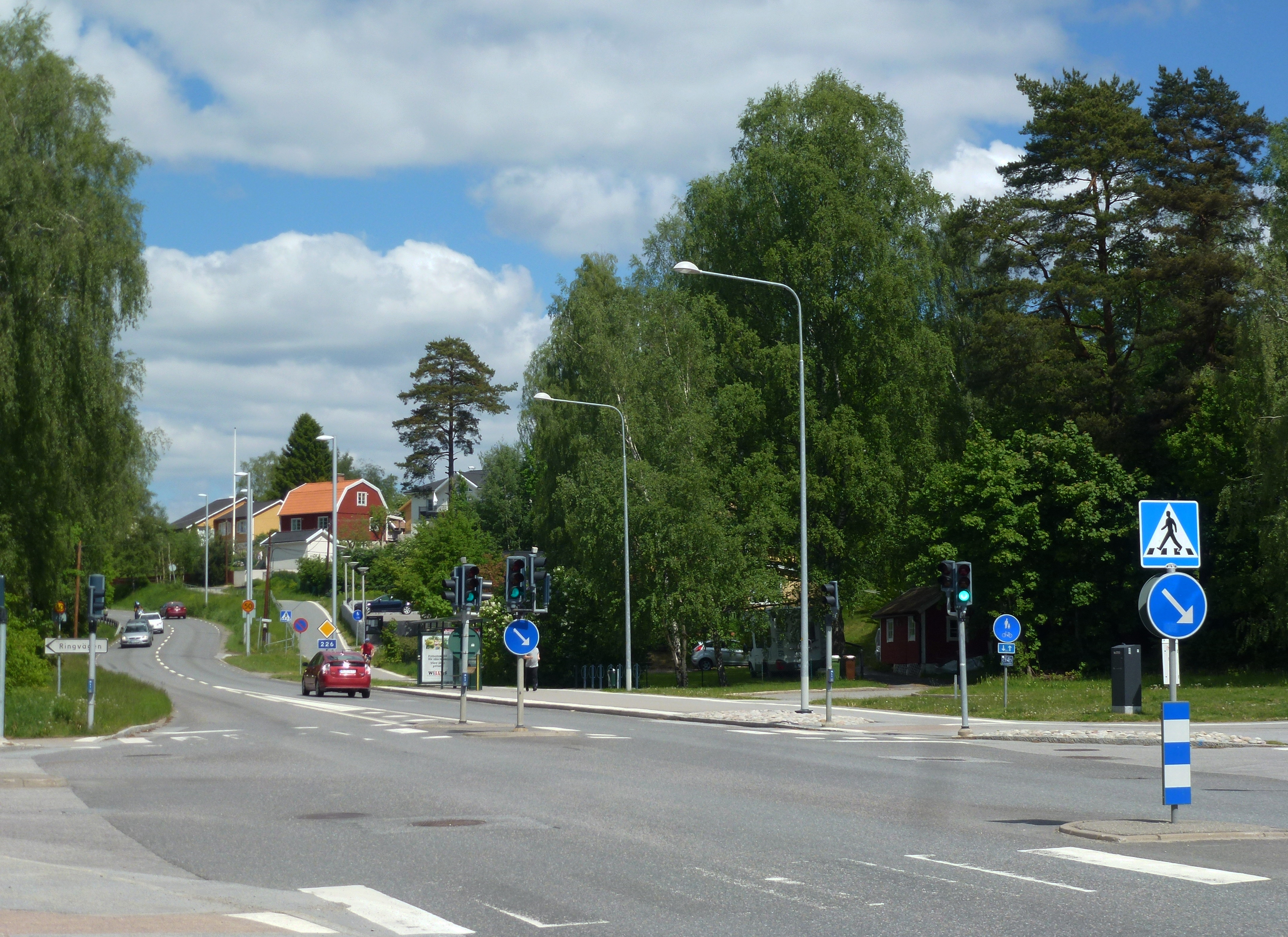
Länsväg 226 (Dalvägen) i Vårsta.

Efter motorvägssträckan som upphör vid korsningen med Sockenvägen/Östbergavägen fortsätter länsväg 226 vidare söderut som fyrfilig stadsväg med fortsatt separerade körbanor. Efter en högerkurva där hastigheten är 50 km/h rätas vägen ut och hastigheten blir återigen 70 km/h. Den trafikljusreglerade korsningen med Länsväg 229 Örbyleden mot Tyresö passeras liksom nästa trafikljusreglerade korsning med Örby Slottsväg. Nästa signalreglerade korsning är Gamla Huddingevägen. Efter denna korsning öppnar sig landskapet kring Stockholmsmässans område som förr i tiden var ett stort kärr.
Korsningen med Åbyvägen som är en viktig tvärlänk mellan Väg 226 och Södra Länken passeras. Denna korsning är mycket olycksdrabbad. Sedan går Väg 226 längs med Stockholmsmässan. Första planskilda trafikmotet med Länsväg 271 Magelungsvägen passeras. Nu fortsätter väg 226 med planskilda trafikmot. Nynäsbanan passerar här över väg 226 på en viadukt. Nästa trafikmot som passeras är Älvsjö industriområde. De nästföljande två trafikmoten ligger i Hagsätra där Huddingevägen delar stadsdelen i två delar. Efter passage av Hagsätra kommer återigen en trafikljusreglerad korsning och utgörs av Rågsvedskorset. 
Nu passeras gränsen mellan Stockholms kommun och Huddinge kommun. En gammal gränssten från 1930-talet finns i buskagen vid vägkanten nära korsningen med Rågsvedsvägen. Här finns även en av Stockholmsområdets hastighetskameraövervakade sträckor. Nästa stora signalljusreglerade korsning är Ågestavägen/Stuvstaleden som är mycket trafikerad och trafikolyckor sker ofta. Ågestavägen/Stuvstaleden är en viktig tvärlänk mellan Väg 73 Nynäsvägen och Södertäljevägen (E4/E20). Nästa korsning med Björkängsvägen passeras liksom Lännavägen strax därefter. En viadukt över västra stambanan passeras och därefter trafikplats Fullersta. Storängsleden mot Haninge med Länsväg 259 passeras och Länsväg 259 går nu ihop med väg 226 en kort bit till nästa trafikljusreglerade korsning med Glömstaleden där Länsväg 259 fortsätter mot Botkyrka och slutligen till Södertäljevägen (E4/E20). Nu nås Flemingsberg och i detta område ligger Karolinska universitetssjukhuset (före detta Huddinge universitetssjukhus) och  Södertörns högskola. Här tar den fyrfiliga delen av Huddingevägen slut, nu är det landsväg mot Tullinge, Tumba och slutligen Vårsta där väg 226 upphör och blir Länsväg 225 mot Södertälje respektive Nynäshamn.
Trafikverket har i samarbete med Huddinge kommun tidigare planerat för en ombyggnad av Huddingevägen så att signalreglerade korsningar och direktutfarter ersätts med planskilda trafikplatser. Planarbetet ligger dock för närvarande (2009) nere eftersom planeringen av  Södertörnsleden skall prioriteras före ombyggnaden av Huddingevägen.
På sommaren 2008 genomfördes några smärre förbättringar av korsning och trafiksignal vid Huddingevägen-Ågestavägen-Stuvstaleden. Det innebär att trafiken från Stuvstaleden med vänstersväng in i Huddingevägen norrut fick två körfält istället för ett, samt att gående fick en egen fas i signalen för att passera Huddingevägen utan konflikt med fordon från Stuvstaleden eller Ågestavägen.

### Nutida bilder

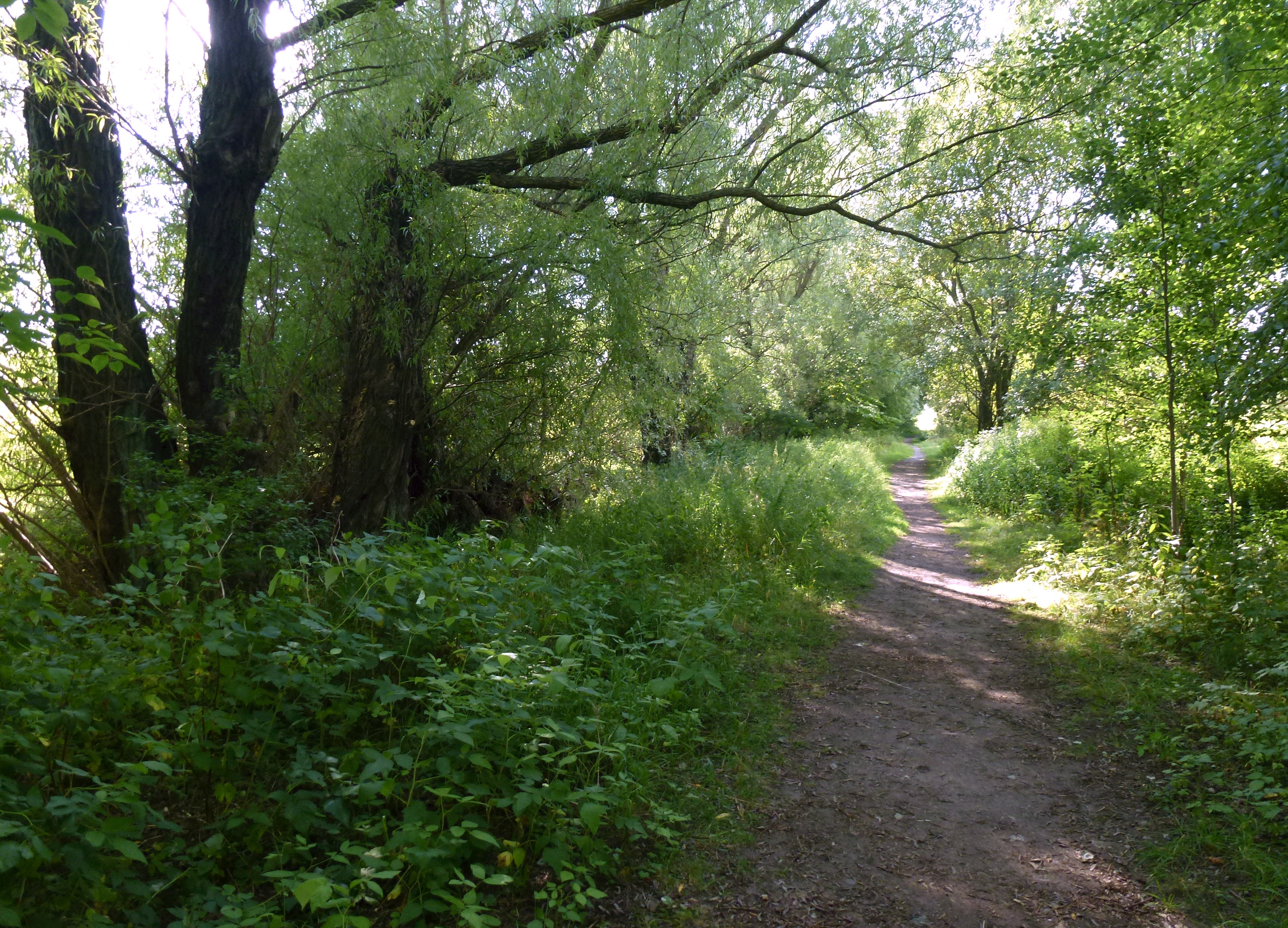
Del av gamla Huddingevägen på Årstafältet, 2014
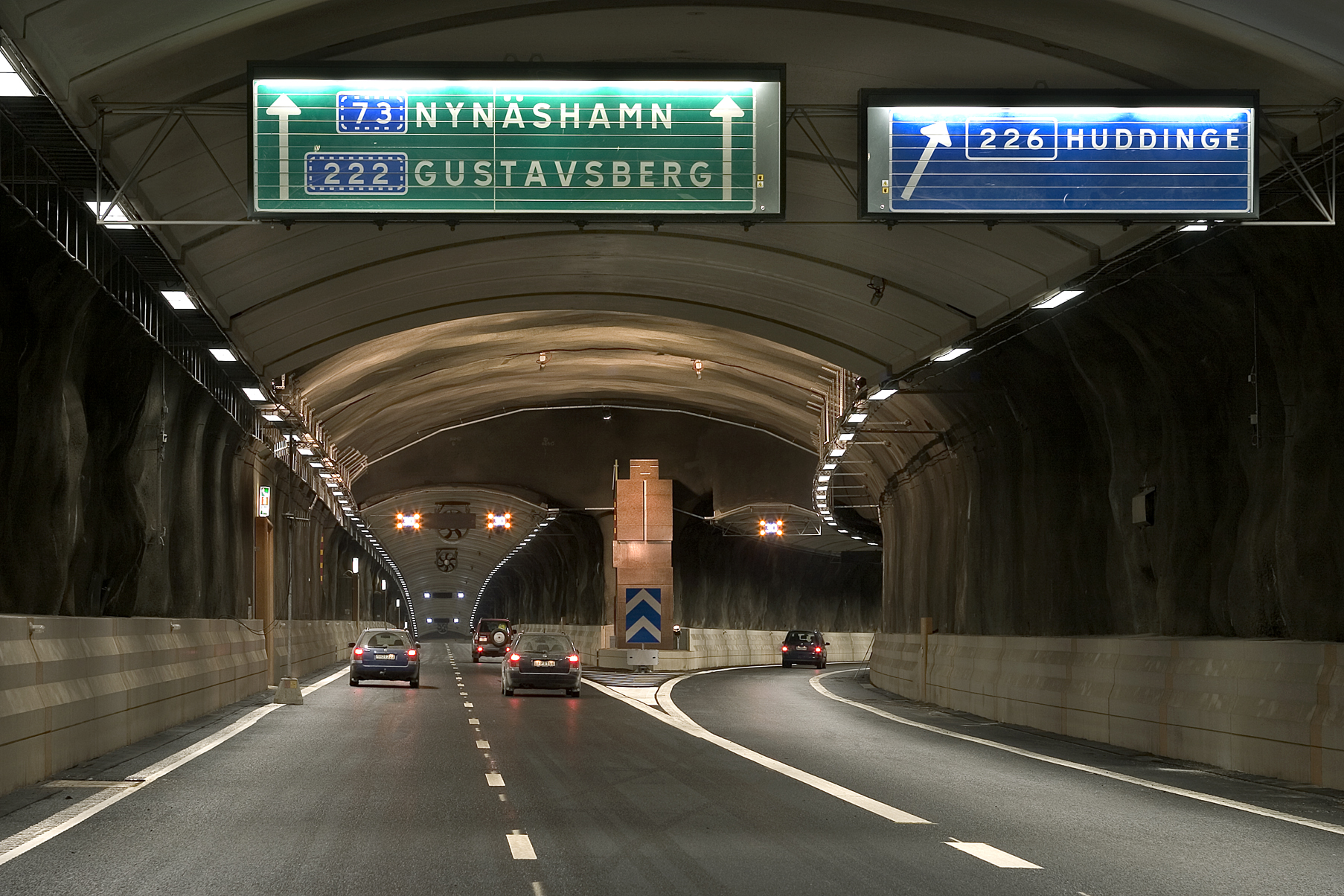
Avfart på Södra länken mot Huddingevägen/Länsväg 226, 2004
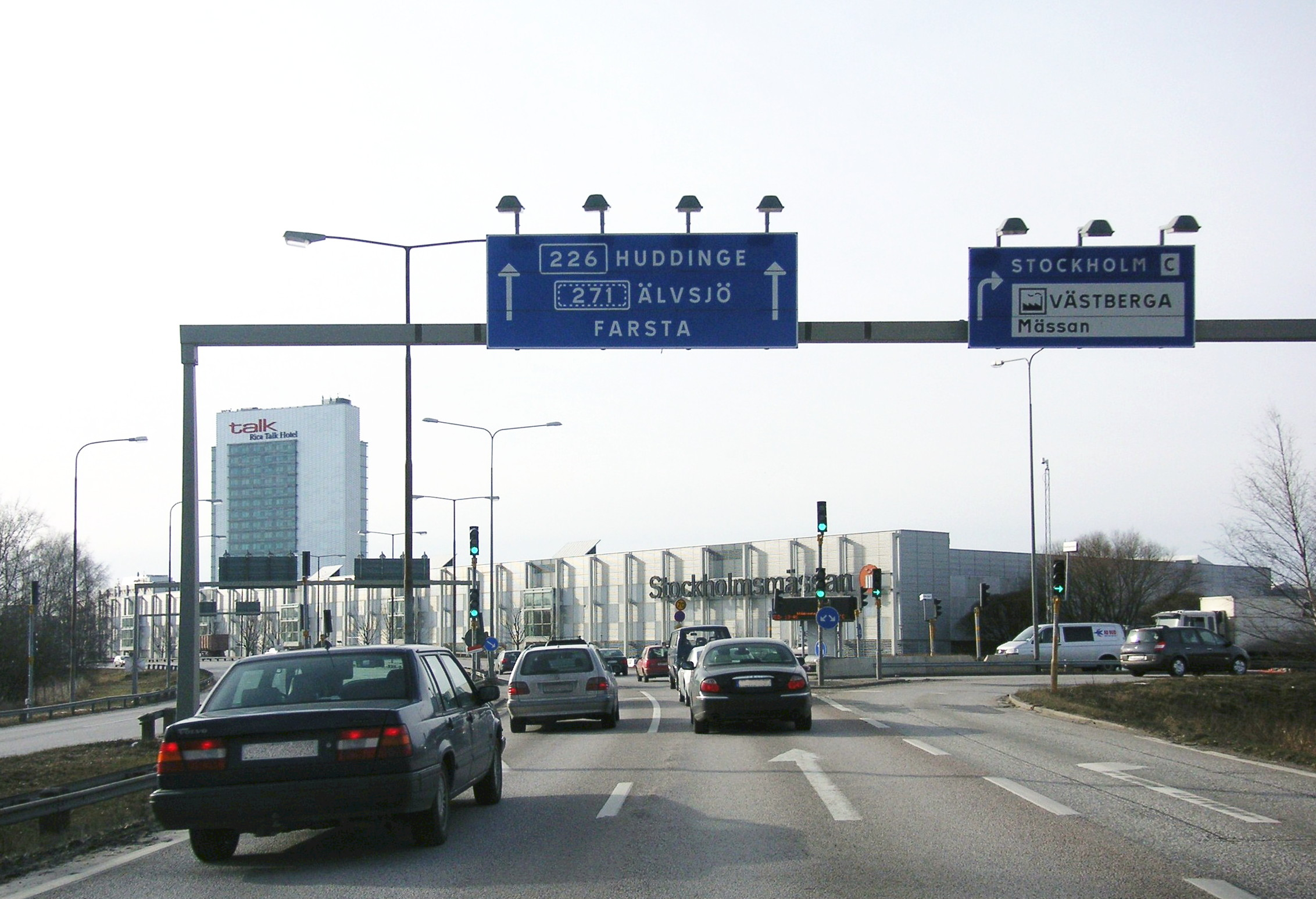
Huddingevägen vid Stockholmsmässan, 2008
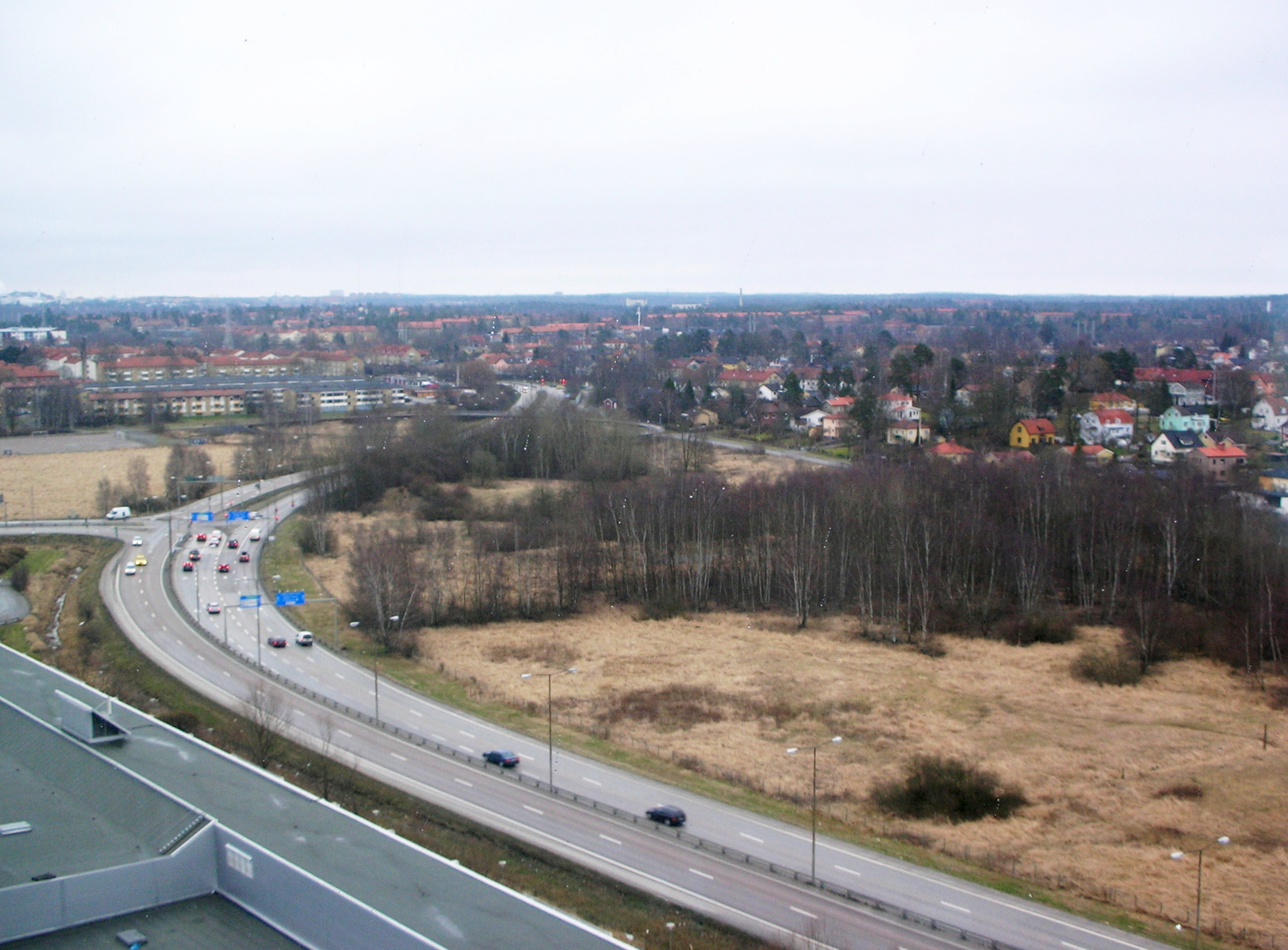
Huddingevägen sedd från Rica Talk Hotel, 2008
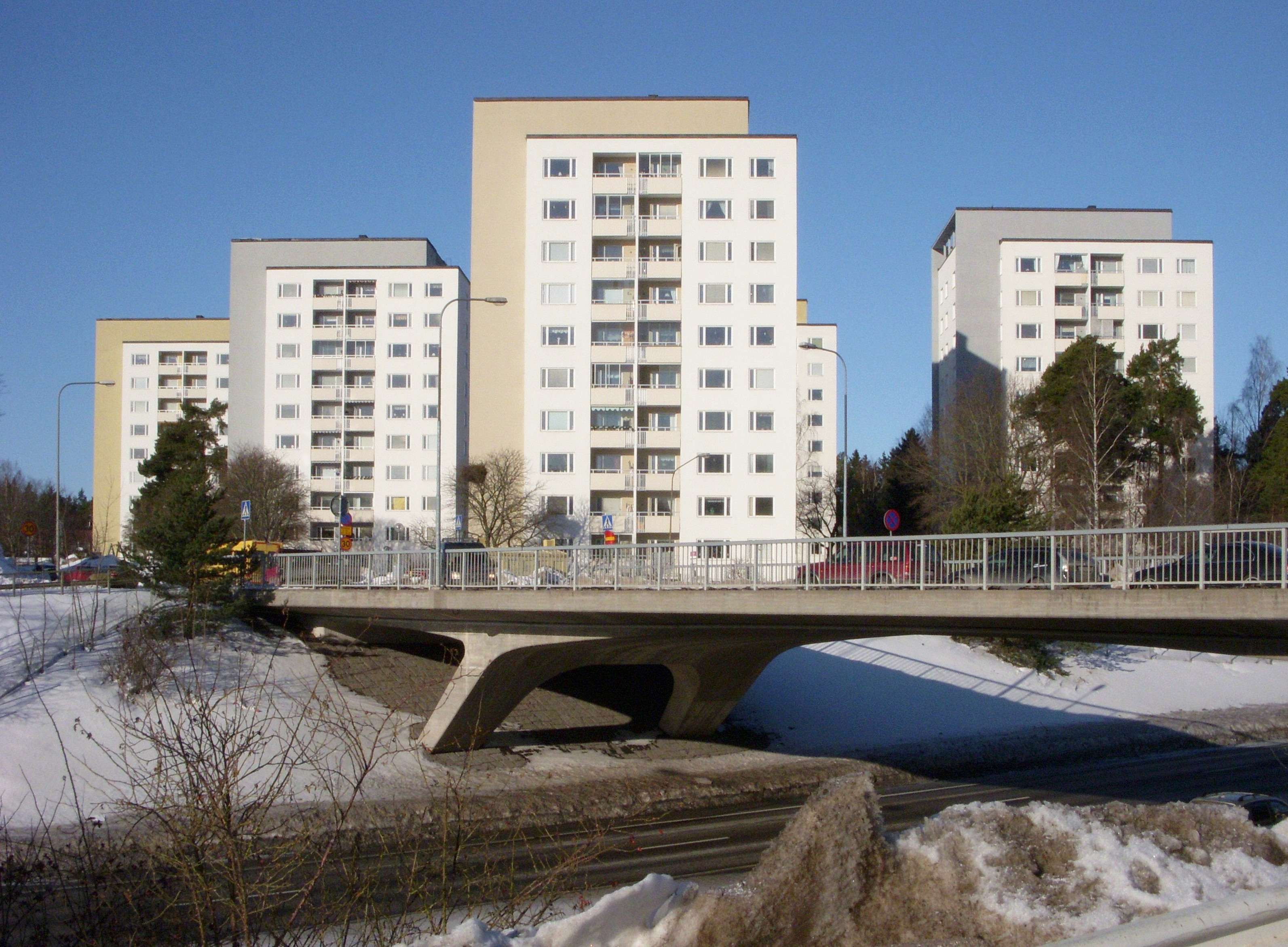
Olshammarsgatans viadukt över Huddingevägen, 2011
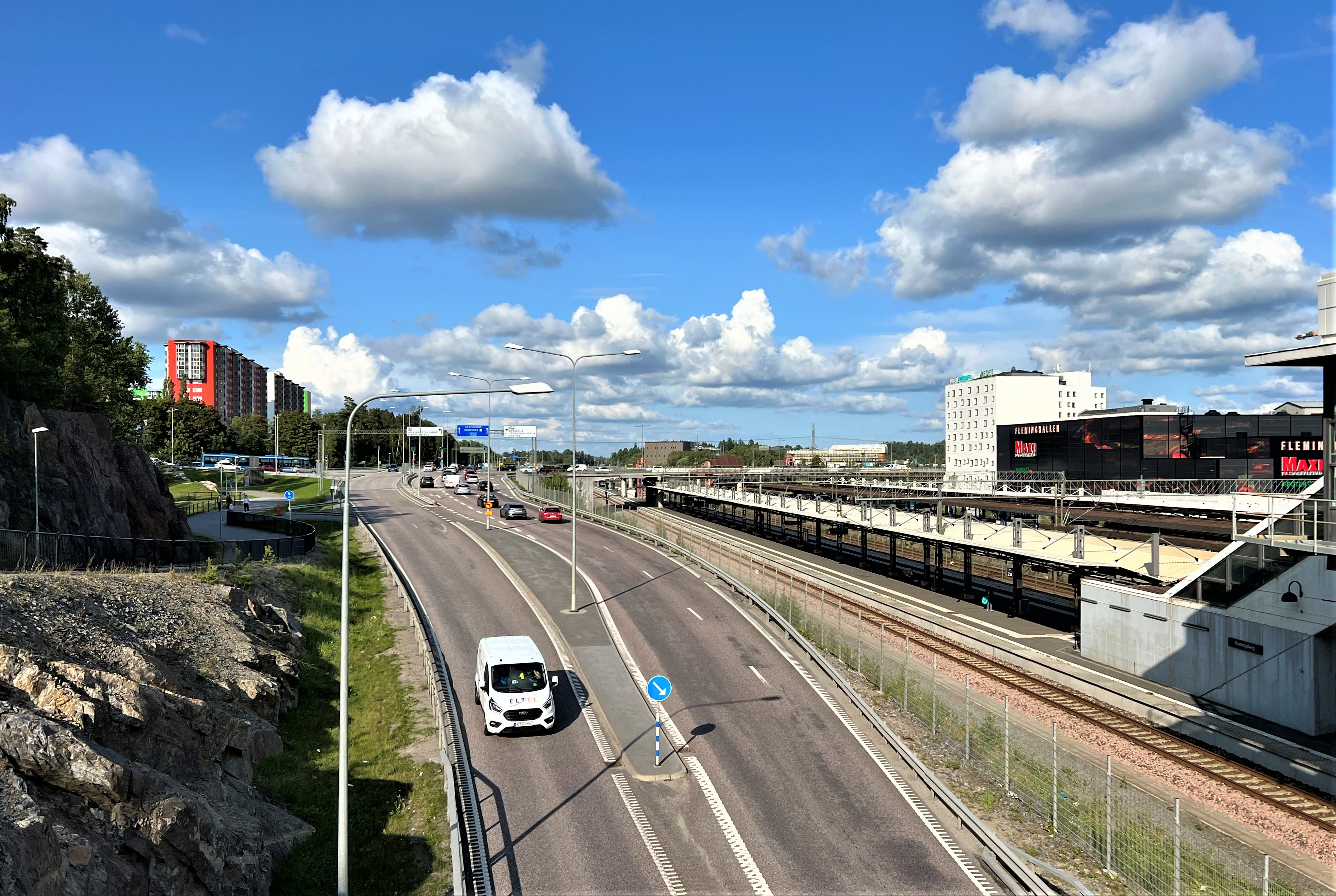
Huddingevägen vid Flemingsbergs station, 2023
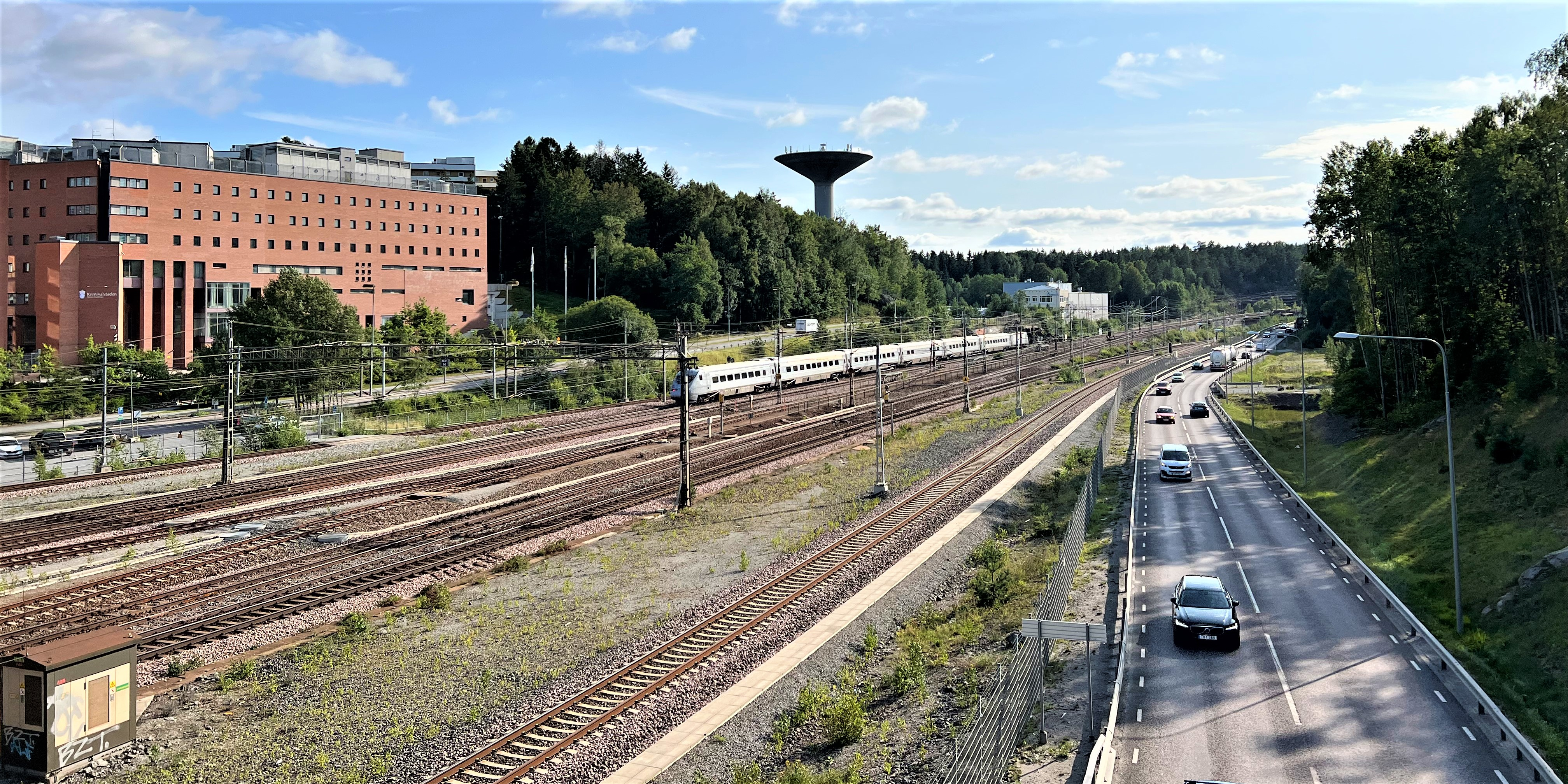
Huddingevägen vid Flemingsbergs station, med bland annat Flemingsbergs vattentorn i bakgrunden, 2023

## Olycksdrabbad väg
Länsväg 226 utmärker sig som en av landets farligaste vägar och en av Stockholms mest olycksdrabbade vägar. Det är statliga Svevia som under 2011 publicerat en undersökning om landets 55 farligaste vägar, där Huddingevägen finns med. Hela sträckan utgörs som farlig, alltså både den för Stockholms del mötesseparerade fyrfältssträckan men även den tvåfiliga sträckan i Huddinge och Botkyrkas kommuner.

## Framtid
Trafikverket tar under 2011/2012 fram en ny arbetsplan för en framtida förbifart Tullinge. Etappen kallas Infart Riksten och omfattar sträckan Flemingsberg - Norra Riksten. Anledningen är att öka kapaciteten, tillgängligheten och trafiksäkerheten samt möjliggöra byggnation av den nya stadsdelen Norra Riksten i Botkyrka kommun. Arbetsplanen förväntas bli klar våren 2012.
Som en del i detta projekt byggs under 2012 korsningen Flaggplan om för utökad kapacitet. Detta för att möjliggöra bygget av framtida stadsdelen Norra Riksten, Tullinge. Tvåvägskorsningen Flaggplan ligger mellan väg 226 (Huddingevägen) och väg 571 (Pålamalmsvägen) i Botkyrka kommun....

## Trafikplatser och anslutningar
|  | Nr | Namn                  | Skyltning                                                                                      |
|  | -- | --------------------- | ---------------------------------------------------------------------------------------------- |
|  |    | Trafikplats Årsta     | Årsta, Gullmarsplan                                                                            |
|  |    | Örby                  | 229 Tyresö                                                                                     |
|  |    | Örby slottsväg        | Örby slott                                                                                     |
|  |    | Gamla Huddingevägen   | Örby                                                                                           |
|  |    | Åbyvägen              | Östberga, Årsta                                                                                |
|  |    | Älvsjö                | 271 Farsta                                                                                     |
|  |    | Varuvägen             | Älvsjö industriområde                                                                          |
|  |    | Konsumentvägen        | Älvsjö industriområde, Hagsätra                                                                |
|  |    | Glanshammarsgatan     | Hagsätra, Ormkärr                                                                              |
|  |    | Olshammarsgatan       | Hagsätra Centrum, Ormkärr                                                                      |
|  |    | Rågsvedsvägen         | Rågsved                                                                                        |
|  |    | Stuvstakorset         | Ågesta, Stuvsta, Segeltorp                                                                     |
|  |    | Björkängsvägen        | Östra Stuvsta, Trehörningen, Myrängen                                                          |
|  |    | Lännavägen            | Länna, Huddinge Centrum                                                                        |
|  |    | Trafikplats Fullersta | Fullersta                                                                                      |
|  |    | Trafikplats Huddinge  | 259 Haninge                                                                                    |
|  |    | Glömstavägen          | 259 Södertälje, Glömsta                                                                        |
|  |    | Flemingbergsleden     | Flemingsberg                                                                                   |
|  |    | Flemingsbergskorset   | Karolinska universitetssjukhuset Huddinge, Södertörns högskola, Södertörns tingsrätt, Visättra |
|  |    | Flaggplan             | Riksten, Tullinge                                                                              |
|  |    | Nibblevägen           | Tullinge station, Tullingeberg                                                                 |
|  |    | Hamringevägen         | Södra Tullinge                                                                                 |
|  |    | Tumba                 | 258 Södertälje, Tumba, Storvreten, Rönninge                                                    |
|  |    | Vattravägen           | Södra Tumba                                                                                    |
|  |    | Skäcklinge            | Lövholmen Tumba                                                                                |
|  |    | Vårstarondellen       | 225 Nynäshamn Södertälje                                                                       |